# Marsala Volley 2021-2022
Questa voce raccoglie le informazioni riguardanti il Marsala Volley nelle competizioni ufficiali della stagione 2021-2022.

## Stagione
Nella stagione 2021-22 il Marsala Volley assume la denominazione sponsorizzata di Sigel Marsala Volley.
Partecipa per la sesta volta alla Serie A2 terminando il girone A della regular season di campionato all'ottavo posto in classifica. Disputa quindi la pool salvezza che chiude al primo posto in classifica conquistando la permanenza in serie A2.

## Organigramma
Area direttiva
- Presidente: Massimo Alloro
- Vice Presidente: Salvatore Pipitone
- Direttore generale: Vito Marino
- Direttore sportivo: Maurizio Buscaino
- Team manager: Francesco Campisi

Area tecnica
- Allenatore: Davide Delmati (fino al 17 dicembre 2021), Marco Bracci (dal 17 dicembre 2021)
- Allenatore in seconda: Lucio Tomasella

Area comunicazione
- Relazioni esterne: Rossana Giacalone
- Ufficio stampa: Emanuele Giacalone
- Fotografo: Francesco De Simone

Area sanitaria
- Preparatore Atletico: Lucio Tomasella
- Osteopata: Luigi Falcone

## Rosa
| N° | Nome              | Ruolo | Data di nascita  | Nazionalità sportiva |
| -- | ----------------- | ----- | ---------------- | -------------------- |
| 1  | Virginia Ristori  | S     | 4 settembre 1999 | Italia               |
| 2  | Giulia Caserta    | C     | 21 marzo 1999    | Italia               |
| 3  | Elisa D'Este      | C     | 25 luglio 2002   | Italia               |
| 5  | Maria Laura Patti | S     | 9 agosto 1987    | Italia               |
| 6  | Jessica Panucci   | S     | 6 maggio 1992    | Italia               |
| 7  | Akuabata Okenwa   | O     | 22 luglio 1998   | Stati Uniti          |
| 8  | Chiara Scacchetti | P     | 10 dicembre 1995 | Italia               |
| 9  | Nicole Gamba      | L     | 2 giugno 1998    | Italia               |
| 10 | Sveva Parini      | C     | 3 marzo 2001     | Italia               |
| 11 | Simona Vaccaro    | L     | 16 ottobre 1996  | Italia               |
| 12 | Aurora Pistolesi  | S     | 3 giugno 1999    | Italia               |
| 15 | Florencia Ferraro | P     | 22 luglio 2003   | Italia               |

## Mercato
| Acquisti | Acquisti          | Acquisti            | Acquisti   |
| R.       | Nome              | da                  | Modalità   |
| -------- | ----------------- | ------------------- | ---------- |
| C        | Elisa D'Este      | Union               | definitivo |
| P        | Florencia Ferraro | Bedizzole           | definitivo |
| L        | Nicole Gamba      | CUS Torino          | definitivo |
| O        | Akuabata Okenwa   | SUNY Albany         | definitivo |
| S        | Jessica Panucci   | Cutrofiano          | definitivo |
| S        | Virginia Ristori  | Castelfranco        | definitivo |
| P        | Chiara Scacchetti | Montecchio Maggiore | definitivo |

| Cessioni | Cessioni             | Cessioni            | Cessioni   |
| R.       | Nome                 | a                   | Modalità   |
| -------- | -------------------- | ------------------- | ---------- |
| C        | Sara Caruso          | Cuneo Granda        | definitivo |
| P        | Sara Colombano       | Aduna Padova        | definitivo |
| P        | Ilaria Demichelis    | Futura Giovani      | definitivo |
| S        | Giorgia Mazzon       | Montecchio Maggiore | definitivo |
| S        | Lauryn McCall-Ginnis | ?                   | ?          |
| L        | Alessandra Mistretta | Montecchio Maggiore | definitivo |
| O        | Federica Nonnati     | Area Bra            | definitivo |
| S        | Adelaide Soleti      | Clementina          | definitivo |

## Risultati

### Serie A2

#### Girone di andata
| 1ª Giornata - 10 ottobre 2021 PalaBellina, Marsala               | Marsala        | 3 - 0 | Academy Sassuolo  | 25-19, 25-19, 25-18               |
| 2ª Giornata - 17 ottobre 2021 PalaMoncada, Porto Empedocle       | Aragona        | 1 - 3 | Marsala           | 22-25, 21-25, 25-23, 22-25        |
| 3ª Giornata - 24 ottobre 2021 PalaBellina, Marsala               | Marsala        | 0 - 3 | Olimpia Teodora   | 18-25, 20-25, 20-25               |
| 5ª Giornata - 3 novembre 2021 PalaBellina, Marsala               | Marsala        | 0 - 3 | Millenium Brescia | 19-25, 21-25, 15-25               |
| 6ª Giornata - 7 novembre 2021 PalaCoccia, Veroli                 | Assitec        | 2 - 3 | Marsala           | 18-25, 30-28, 25-21, 20-25, 12-15 |
| 7ª Giornata - 14 novembre 2021 PalaBellina, Marsala              | Marsala        | 0 - 3 | Helvia Recina     | 17-25, 29-31, 23-25               |
| 8ª Giornata - 17 novembre 2021 PalaBellina, Marsala              | Marsala        | 3 - 1 | Hermaea           | 19-25, 25-22, 25-22, 25-21        |
| 9ª Giornata - 21 novembre 2021 PalaBorsani, Castellanza          | Futura Giovani | 3 - 1 | Marsala           | 17-25, 25-18, 25-13, 25-20        |
| 10ª Giornata - 28 novembre 2021 Palazzetto dello Sport, Lanciano | Altino         | 1 - 3 | Marsala           | 20-25, 21-25, 25-23, 14-25        |
| 11ª Giornata - 5 dicembre 2021 PalaBellina, Marsala              | Marsala        | 3 - 2 | Adolfo Consolini  | 25-19, 20-25, 25-27, 26-24, 15-12 |

#### Girone di ritorno
| 12ª Giornata - 19 dicembre 2021 Palestra Santissima Consolata, Sassuolo        | Academy Sassuolo  | 2 - 3 | Marsala        | 19-25, 21-25, 25-23, 25-16, 14-16 |
| 13ª Giornata - 26 dicembre 2021 PalaBellina, Marsala                           | Marsala           | 3 - 1 | Aragona        | 26-24, 25-14, 29-31, 25-19        |
| 14ª Giornata - 9 gennaio 2022 PalaCosta, Ravenna                               | Olimpia Teodora   | 3 - 0 | Marsala        | 26-24, 25-17, 25-15               |
| 16ª Giornata - 23 gennaio 2022 PalaGeorge, Montichiari                         | Millenium Brescia | 3 - 0 | Marsala        | 26-24, 25-17, 25-19               |
| 17ª Giornata - 30 gennaio 2022 PalaBellina, Marsala                            | Marsala           | 3 - 0 | Assitec        | 25-20, 25-21, 25-23               |
| 18ª Giornata - 6 febbraio 2022 PalaFontescodella, Macerata                     | Helvia Recina     | 3 - 2 | Marsala        | 19-25, 25-21, 23-25, 25-19, 15-8  |
| 19ª Giornata - 12 febbraio 2022 Geopalace, Olbia                               | Hermaea           | 2 - 3 | Marsala        | 20-25, 25-19, 25-11, 19-25, 11-15 |
| 20ª Giornata - 20 febbraio 2022 PalaBellina, Marsala                           | Marsala           | 1 - 3 | Futura Giovani | 25-27, 16-25, 25-20, 20-25        |
| 21ª Giornata - 27 febbraio 2022 PalaBellina, Marsala                           | Marsala           | 3 - 0 | Altino         | 25-20, 25-12, 25-18               |
| 22ª Giornata - 16 marzo 2022 Palazzetto dello Sport, San Giovanni in Marignano | Adolfo Consolini  | 3 - 0 | Marsala        | 25-23, 25-22, 25-22               |

#### Pool Salvezza

##### Andata
| 1ª Giornata - 18 marzo 2022 Palasport Città di Vicenza, Vicenza | Vicenza     | 2 - 3 | Marsala | 25-17, 20-25, 18-25, 25-18, 13-15 |
| 2ª Giornata - 27 marzo 2022 PalaBellina, Marsala                | Marsala     | 3 - 0 | Sicilia | 29-27, 25-18, 25-18               |
| 3ª Giornata - 3 aprile 2022 PalaBellina, Marsala                | Marsala     | 3 - 1 | Modica  | 24-26, 25-20, 25-20, 25-22        |
| 4ª Giornata - 7 maggio 2022 Centro Pavesi, Milano               | Club Italia | 2 - 3 | Marsala | 23-25, 22-25, 25-12, 25-18, 13-15 |

##### Ritorno
| 1ª Giornata - 14 aprile 2022 PalaBellina, Marsala | Marsala | 3 - 0 | Vicenza     | 27-25, 25-19, 25-23               |
| 2ª Giornata - 25 aprile 2022 PalaCatania, Catania | Sicilia | 3 - 2 | Marsala     | 22-25, 16-25, 25-17, 25-17, 15-13 |
| 3ª Giornata - 4 maggio 2022 PalaRizza, Modica     | Modica  | 3 - 0 | Marsala     | 25-10, 26-24, 25-23               |
| 4ª Giornata - 27 aprile 2022 PalaBellina, Marsala | Marsala | 3 - 0 | Club Italia | 25-20, 26-24, 25-23               |

## Statistiche

### Statistiche di squadra
| Competizione | Punti | In casa | In casa | In casa | In trasferta | In trasferta | In trasferta | Totale | Totale | Totale |
| Competizione | Punti | G       | V       | P       | G            | V            | P            | G      | V      | P      |
| ------------ | ----- | ------- | ------- | ------- | ------------ | ------------ | ------------ | ------ | ------ | ------ |
| Serie A2     | 47    | 14      | 10      | 4       | 14           | 7            | 7            | 28     | 17     | 11     |
| Totale       | -     | 14      | 10      | 4       | 14           | 7            | 7            | 28     | 17     | 11     |

G = partite giocate; V = partite vinte; P = partite perse 

### Statistiche dei giocatori
| Giocatore     | Serie A2 | Serie A2 | Serie A2 | Serie A2 | Serie A2 | Totale | Totale | Totale | Totale | Totale |
| Giocatore     | P        | PT       | AV       | MV       | BV       | P      | PT     | AV     | MV     | BV     |
| ------------- | -------- | -------- | -------- | -------- | -------- | ------ | ------ | ------ | ------ | ------ |
| G. Caserta    | 21       | 145      | 110      | 22       | 13       | 21     | 145    | 110    | 22     | 13     |
| E. D'Este     | 22       | 68       | 39       | 20       | 9        | 22     | 68     | 39     | 20     | 9      |
| F. Ferraro    | 22       | 4        | 0        | 1        | 3        | 22     | 4      | 0      | 1      | 3      |
| N. Gamba      | 26       | 1        | 1        | 0        | 0        | 26     | 1      | 1      | 0      | 0      |
| A. Okenwa     | 28       | 485      | 409      | 42       | 34       | 28     | 485    | 409    | 42     | 34     |
| J. Panucci    | 11       | 69       | 61       | 5        | 3        | 11     | 69     | 61     | 5      | 3      |
| S. Parini     | 28       | 261      | 210      | 36       | 15       | 28     | 261    | 210    | 36     | 15     |
| M. Patti      | 14       | 27       | 20       | 1        | 6        | 14     | 27     | 20     | 1      | 6      |
| A. Pistolesi  | 23       | 395      | 332      | 21       | 42       | 23     | 395    | 332    | 21     | 42     |
| V. Ristori    | 27       | 218      | 187      | 11       | 20       | 27     | 218    | 187    | 11     | 20     |
| C. Scacchetti | 28       | 65       | 41       | 3        | 21       | 28     | 65     | 41     | 3      | 21     |
| S. Vaccaro    | 9        | 0        | 0        | 0        | 0        | 9      | 0      | 0      | 0      | 0      |

P = presenze; PT = punti totali; AV = attacchi vincenti; MV = muri vincenti; BV = battute vincenti